# Pseudapis sangaensis
Pseudapis sangaensis är en biart som först beskrevs av Gregory B. Pauly 1990.  Pseudapis sangaensis ingår i släktet Pseudapis och familjen vägbin. Inga underarter finns listade i Catalogue of Life.